# Popovjane
Popovjane (bulgariska: Поповяне) är ett distrikt i Bulgarien.   Det ligger i kommunen Obsjtina Samokov och regionen Sofijska oblast, i den västra delen av landet, 30 km söder om huvudstaden Sofia.
Trakten runt Popovjane består till största delen av jordbruksmark. Runt Popovjane är det ganska glesbefolkat, med 38 invånare per kvadratkilometer.